# ميخائيل ماكغفرن
ميخائيل ماكغفرن (بالإنجليزية: Michael McGovern)‏ هو لاعب كرة قدم بريطاني، ولد في 12 يوليو 1984 في Enniskillen ‏ في المملكة المتحدة. شارك مع منتخب أيرلندا الشمالية تحت 19 سنة لكرة القدم ومنتخب أيرلندا الشمالية تحت 21 سنة لكرة القدم ومنتخب أيرلندا الشمالية لكرة القدم. أما مع النوادي، فقد لعب مع دندي يونايتد وسانت جونستون ونادي روس كاونتي ونادي سلتيك ونادي فالكيرك وهاميلتون أكاديميكال.

## وصلات خارجية
- ميخائيل ماكغفرن على موقع الاتحاد الأوربي (الإنجليزية)
- ميخائيل ماكغفرن على موقع قاعدة بيانات كرة القدم.إي يو (الإنجليزية)
- ميخائيل ماكغفرن على موقع ناشيونال فوتبول تيمز (الإنجليزية)
- ميخائيل ماكغفرن على موقع Soccerbase.com (لاعب) (الإنجليزية)
- ميخائيل ماكغفرن على موقع Soccerway.com (الإنجليزية)
- ميخائيل ماكغفرن على موقع عالم كرة القدم.نت (الإنجليزية)
- ميخائيل ماكغفرن على موقع AS.com (الإسبانية)